# Манетти, Джаноццо
Джаноццо Манетти (итал. Giannozzo Manetti; 5 июня 1396, Флоренция — 27 октября 1459, Неаполь, Неаполитанское королевство) — флорентийский гуманист, государственный деятель и оратор, представитель эпохи Возрождения.

## Биография
Родился 5 июня 1396 года во Флоренции в семье богатого флорентийского купца. Получил хорошее образование в монастырской школе Камальдолийского ордена, где одним из его учителей был известный гуманист Амброджо Траверсари.
В 1437—1452 годах Манетти вёл активную государственно-политическую деятельность: занимал различные административные должности, возглавлял посольства в Рим, Венецию, Неаполитанское королевство.
В 1454 году конфликт с Козимо Медичи заставил его покинуть Флоренцию, и в последние годы жизни Манетти был апостольским секретарём при курии Николая V, а после смерти этого папы сделался учёным советником Альфонса Арагонского в Неаполе; обе эти должности были синекурами, доставлявшими ему обеспеченный досуг для научных занятий.
Умер 27 октября 1459 года в Неаполе.

## Творчество
Разносторонний и плодовитый писатель, Манетти отличался от других гуманистов интересом к богословским вопросам, и в его творчестве гуманистическое мировоззрение сочеталось с христианским. В целом принадлежал к направлению гражданского гуманизма, отстаивая идеалы активной жизни в обществе, значение гражданских добродетелей, которые понимал в духе Аристотеля. Манетти отвергал христианское принижение природы человека и аскетизм, выдвигая идеал творчески активной, действующей и познающей личности.
Кроме классических языков, Манетти знал еврейский, с которого перевёл несколько псалмов. С греческого он перевёл сочинения Аристотеля по этике и весь Новый Завет.
Среди сочинений Манетти, в большинстве оставшихся неизданными при жизни, наиболее замечательны: «Диалог о смерти сына» (1438); «Диалог на дружеском пиру» (1448); «О достоинстве и превосходстве человека» («De dignitate et excellentia hominis», ок. 1452, опубл.: Базель, 1532) — самое известное на сегодняшний день произведение Манетти; жизнеописания Данте, Петрарки, Бокаччо («Vitae Dantis, Petrarchae et Boccacii», опубл.: Флоренция, 1747), Николая V («Vita Nicolai V»), Сократа, Сенеки; речи («Orationes»); «Apologeticus» (опубл.: Рим, 1981) — здесь Манетти защищает свои библейские переводы и высказывает взгляды на перевод в целом.

## Переводы
- О достоинстве и превосходстве человека [фрагменты] // Итальянское возрождение. Гуманизм второй половины XIV века — первой половины XV века: Сб. источников / сост. и пер. Н. В. Ревякина. Новосибирск, 1975.
- Диалог о смерти сына // Из истории культуры Средних веков и Возрождения. М.: Наука, 1976. С. 257—265.
- Речь, составленная мессером Джанноццо Манетти и произносимая другими перед высокой Синьорией и Ректорами во дворце, в коей они побуждаются управлять справедливо // Сочинения итальянских гуманистов эпохи Возрождения (XV век) / под ред. Л. М. Брагиной. М.: Изд-во МГУ, 1985. С. 138—141.